# Mihail Cantacuzino Șaitanoglu
Mihail Cantacuzino (poreclit Șeitanoglu sau, în turcește, Șeitan-oğlu, adică Fiul Satanei; n. 1515 – d. 3 martie 1578) a fost un membru al familiei Cantacuzino. Fiul lui Dimitrie (d. 1536, Pisa), a deținut până în iulie 1576 funcția de cămăraș al ocnelor împărătești, iar din iulie 1577 cea de chiurcibașa (prim negustor și prim blănar al Imperiului Otoman). A fost executat în impunătorul său palat din Anchialis la 3 martie 1578 de către Capugi-bașa, Ali-aga din ordinul sultanului Murad al III-lea. Averea i-a fost confiscată în totalitate, iar în mai 1579 a fost scoasă la mezat.
A avut frați pe Constantin (d. 1583) duce de Naxos, o fată căsătorită cu Muselim Paleologu și Iane (d. 1592) mare ban.
Căsătorit cu Maria, sora lui Petru Șchiopul, a avut mai mulți fii: Dimitrios (n. 1556), Bella (căsătorită cu Lascăr Rosetti), Ioan (n. 1570), o fată (căsătorită cu Ralli de Creta), o fată (căsătorită cu Georgios Kantakuzenes) și Andronic Cantacuzino.